# Adalbert Schnee

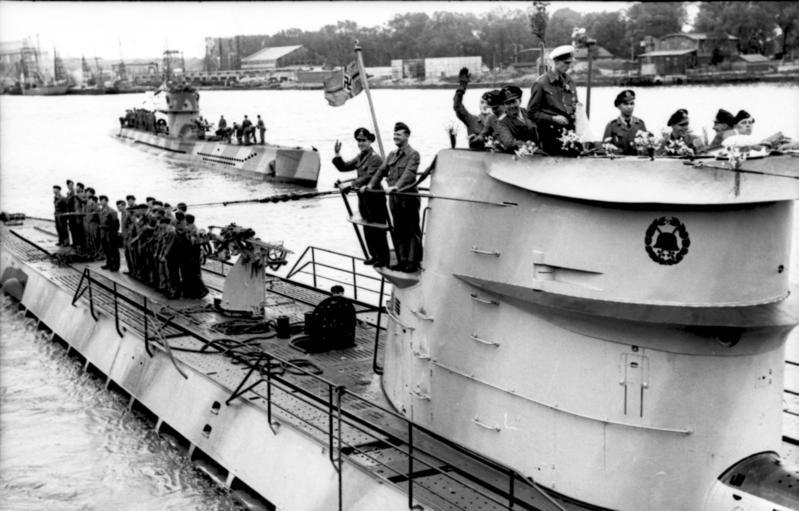
U 201 (Hintergrund), vorne U 123

Otto Adalbert Schnee (* 31. Dezember 1913 in Berlin; † 4. November 1982 in Hamburg), genannt „Addi“,  war ein deutscher Marineoffizier, zuletzt Korvettenkapitän sowie U-Boot-Kommandant im Zweiten Weltkrieg.

## Reichsmarine und Übertritt zur Kriegsmarine
Schnee trat am 8. April 1934 in die Reichsmarine ein (Crew 1934), wo er der 2. Kompanie der II. Schiffstammabteilung der Ostsee in Stralsund zugeteilt wurde. Hier absolvierte er seine erste infanteristische Grundausbildung. Anschließend nahm er ab dem 15. Juni 1934 seine praktische Bordausbildung an Bord der Gorch Fock auf, die er am 26. September 1934 mit seiner Ernennung zum Seekadetten beendete. Einen Tag später, am 27. September 1934, setzte Schnee seine Bordausbildung auf dem Kadettenschulschiff Leichter Kreuzer Emden fort, wo er am 1. Oktober 1934 zum Obermatrosen sowie am 1. Januar 1935 zum Oberstabsmatrosen ernannt wurde. Er machte vom 10. November 1934 bis 14. Juni 1935 die fünfte Reise der Emden mit, eine Auslandsreise nach Südostasien. Der damalige Kommandant der Emden war seit Ende September 1934 Fregattenkapitän Karl Dönitz, dessen Adjutant er später wurde. Nach seinen beiden absolvierten Bordkommandos wurde Schnee am 27. Juni 1935 zum Fähnrichslehrgang an die Marineschule Mürwik delegiert. Hierfür wurde er schon am 1. Juli 1935 zum Fähnrich zur See ernannt.
Seine erste Navigationslehrfahrt absolvierte Schnee vom 4. November 1935 bis 9. November 1935 auf dem Minensuchboot Frauenlob sowie eine weitere vom 10. Februar 1936 bis 31. März 1936 an Bord des Tenders Hecht. Ab Ende März 1936 bis Ende Juli 1936 absolvierte Schnee mehrere Fachlehrgänge: So den Fähnrichs-Torpedolehrgang, den Fähnrichs-Fla-Maschinenwaffenlehrgang, einen Fähnrichs-Sperrlehrgang, den Fähnrichs-Nachrichtenlehrgang sowie seine zweite und abschließende Fähnrichs-Infanterieausbildung. Den Abschluss bildete ein Fähnrichs-Artillerielehrgang. Am 11. Oktober 1936 kehrte er an Bord des Leichten Kreuzers Leipzig zurück wo er seine Bordausbildung beendete. Anschließend wurde Schnee, unter gleichzeitiger Ernennung zum Leutnant zur See am 1. April 1937 auf diesem Schiff das Kommando eines Divisionsleutnants übertragen. In dieser Funktion war Schnee anschließend an Sicherungsfahrten in spanischen Hoheitsgewässern im Rahmen des spanischen Bürgerkrieges beteiligt.

## U-Boot-Waffe und Zweiter Weltkrieg
Feindfahrten
U 23
1. 25. August 1939 bis 4. September 1939 als I. Wachoffizier
2. 9. September 1939 bis 21. September 1939 als I. Wachoffizier
3. 1. Oktober 1939 bis 16. Oktober 1939 als I. Wachoffizier
4. 1. November 1939 bis 9. November 1939 als I. Wachoffizier
5. 5. Dezember 1939 bis 15. Dezember 1939 als I. Wachoffizier

U 6
1. 4. April 1940 bis 19. April 1940

U 60
1. 30. Juli 1940 bis 18. August 1940 (1 Schiff mit 1.787 BRT versenkt)
2. 21. August 1940 bis 6. September 1940 (1 Schiff mit 1.401 BRT versenkt)
3. 16. September 1940 bis 8. Oktober 1940

U 201
1. 22. April 1941 bis 17. Mai 1941 (3 Schiffe mit 19.961 BRT versenkt)
2. 8. Juni 1941 bis 12. Juli 1941
3. 14. August 1941 bis 25. August 1941 (4 Schiffe mit 7.825 BRT versenkt)
4. 14. September 1941 bis 30. September 1941 (6 Schiffe mit 14.535 BRT versenkt)
5. 29. Oktober 1941 bis 9. Dezember 1941
6. 24. März 1942 bis 21. Mai 1942 (4 Schiffe mit 22.730 BRT versenkt)
7. 27. Juni 1942 bis 8. August 1942 (6 Schiffe mit 28.036 BRT versenkt)

U 2511
1. 29. April 1945 bis 5. Mai 1945

Nach seiner Rückkehr nach Deutschland verließ Schnee die Leipzig und wechselte am 21. Mai 1937 zur U-Boot-Waffe, wo er an einer Unterseebootsschule einen U-Lehrgang besuchte. Nach dessen Beendigung wurde er am 3. Juli 1938 als Wachoffizier U 23 zugeteilt, welches zu dieser Zeit unter dem Kommando von Oberleutnant zur See Otto Kretschmer stand. Im Juni 1938 besuchte er neben seinem regulären U-Boot-Dienst einen Zusatzlehrgang für U-Boot-Torpedooffiziere an der Marineschule in Mürwik. Im Zuge des Überfalls auf Polen lief U 23 zu zwei Feindfahrten in die Nordsee aus, fand jedoch keine Seeziele. Bis Ende des Jahres 1939 folgten weitere drei Unternehmungen in der Nordsee und vor der britischen Ostküste - inklusive einer Minenunternehmung. In deren Verlauf versenkte Kretschmer vier Schiffe mit 14.943 BRT.

### U-Bootkommandant
Zum 3. Januar 1940 verließ Schnee U 23 und absolvierte ab dem 31. Januar 1940 bis 10. Juli 1940 den Kommandantenlehrgang für U-Boote. Während dieser Zeit fungierte er als Kommandant auf dem Schulschiff U 6. Mit diesem war vom 4. April 1940 bis 19. April 1940 an Sicherungsfahrten während des Unternehmens Weserübung in der Nordsee beteiligt. Auf dieser Fahrt wurden keine Schiffe versenkt. Nach Beendigung seines Kommandantenlehrgangs gab Schnee das Kommando von U 6 an Kapitänleutnant Georg Peters ab und wurde am 19. Juli 1940 Kommandant von U 60, das er bis zum 5. November 1940 befehligte. Mit diesem Boot lief er zu drei Unternehmungen in den Nordatlantik aus und operierte auch im  nordschottischen Pentland Firth. Hierbei gelang Schnee die Versenkung von zwei Schiffen mit 3.188 BRT. Anschließend gab er das Kommando ab und agierte vom 6. November 1940 bis 27. November 1940 als stellvertretender Kommandant von U 121.
Nach einer Baubelehrung für das im Bau befindliche U 201 im Dezember 1940 wurde Schnee am 25. Januar 1941 dessen erster Kommandant. Dieses Kommando hatte er bis 24. August 1942 inne. Es war damals üblich, dass die Besatzungen der deutschen U-Boote sich ein bootsspezifisches Symbol überlegten, das ihre Einheit repräsentiert, an Mützen und Schiffchen getragen und am Turm aufgebracht wurde. Die Besatzung von U 201 wählte hierfür die Darstellung eines Schneemannes. Schnee, inzwischen am 1. März 1942 zum Kapitänleutnant ernannt, brach am 22. April 1942 zu seiner ersten Feindfahrt mit U 201 auf. Auf insgesamt sieben Feindfahrten konnte Schnee im West- und Mittelatlantik 23 Handelsschiffe mit einer Gesamttonnage von 93.156 BRT versenken. Dafür war ihm bereits am 30. August 1941 das Ritterkreuz des Eisernen Kreuzes verliehen worden. Am 15. Juli 1942 erhielt Schnee das Eichenlaub zum Ritterkreuz des Eisernen Kreuzes als 13. Kommandant der U-Boot-Waffe.

### Admiralstabsoffizier
Nach der Abgabe des Kommandos von U 201 an Kapitänleutnant Günther Rosenberg wurde Schnee vorübergehend „zur Verfügung“ gehalten, bevor er am 26. Oktober 1942 Admiralstabsoffizier beim Befehlshaber der Unterseeboote Karl Dönitz wurde. Hier agierte er als Geleitzugs-Asto, der für die Planung und Organisation von Geleitzugangriffen zuständig war. Diese Funktion hielt Schnee anschließend bis Februar 1944 inne. Danach war er als Referent im Oberkommando der Marine tätig.
Im Anschluss daran wurde Schnee am 24. Juli 1944 zur U-Boot-Baubelehrung für das neue U 2511 vom Typ XXI delegiert, und am 1. August 1944 zum Korvettenkapitän befördert. Am 29. September 1944 wurde er Kommandant des neu in Dienst gestellten U-Bootes. Die U-Boot-Führung setzte erhebliche Hoffnungen in die Kampfkraft dieser neuen Boote. Am 28. Februar hatte Dönitz Hitler angekündigt, dass die Kriegsmarine  nun wieder über eine taugliche Offensivwaffe verfügte. Er nannte das XXI-Boot ein "vollkommenes Unterwasserfahrzeug" und sagte eine "Wende im Seekrieg" voraus. Mit U 2511 lief der als Kommandant reaktivierte Admiralstabsoffizier Schnee am 30. April 1945 zur Unternehmung aus. Abweichende Angaben nennen auch den 3. Mai als Beginn der Fahrt, die das Boot in den Nordatlantik, genauer in die Gewässer westlich von Großbritannien führte. Nach seinen Angaben näherte Schnee sich dabei unbemerkt dem britischen Schweren Kreuzer Norfolk bis auf Torpedoschussweite. Da Großadmiral Karl Dönitz kurz zuvor, am 4. Mai 1945, einen Waffenstillstandsbefehl herausgegeben hatte, wurde kein Torpedo abgeschossen. Das Boot zog sich weisungsgemäß zurück und lief nach unterschiedlichen Angaben am 5. bis 7. Mai 1945 wieder in Bergen ein. Die Glaubwürdigkeit seiner Darstellung wird von einigen neueren Literaturquellen bezweifelt, während andere Literaturquellen und Besatzungsmitglieder diese bestätigen. Schnee selber sowie seine Mannschaft wurden in Bergen am 9. Mai 1945 von den dort eintreffenden britischen Truppen entwaffnet und in Norwegen für kurze Zeit interniert. Das U-Boot wurde im Zuge der Operation Deadlight 1946 versenkt.

### Bewertung
Schnee galt im Oberkommando der Marine als der U-Boot-Kommandant, dessen gemeldete Versenkungszahlen am stärksten zu den tatsächlichen Zahlen divergierten. So meldete er die Versenkung von 30 Handelsschiffen mit 204.633 BRT sowie zwei Kriegsschiffen. Recherchen im Zuge des Abgleichs mit tatsächlichen Versenkungen ergaben nach dem Krieg jedoch ein anderes Bild. Die Recherchen des Marinehistorikers Bodo Herzog ergaben eine Anzahl von 24 versenkten Schiffen mit 122.897 BRT. Damit wäre Schnee unter den deutschen U-Boot-Kommandanten mit den meisten Versenkungen an 22. Stelle. Die tatsächlichen Versenkungsdaten beliefen sich jedoch  auf 21 Handelsschiffe und ein Hilfskriegsschiff mit 92.522 BRT. Erhebliche Differenzen zwischen den im Krieg gemeldeten und den nach dem Krieg festgestellten Versenkungszahlen waren jedoch in der Realität des U-Boot-Krieges häufig. Beispielsweise wurden im September 1943 bei einem Angriff der 21 Boote starken U-Boot-Gruppe Leuthen auf die Konvois ON 202 und ONS 18 statt der gemeldeten 15 Kriegsschiffe nur 3 und statt der gemeldeten 9 Handelsschiffe nur 6 versenkt.

## Nachkriegszeit
Schon im Sommer 1945 wurde Schnee per Schiff nach Deutschland gebracht und trat am 1. September 1945 seinen Dienst im Deutschen Minenräumdienst an, wo er die Führung der 4. Kompanie der 1. Deutschen-Minenräum-Ersatz-Abteilung übernahm. Im Oktober fungierte Schnee als Zeuge der Verteidigung im Prozess gegen den Kommandanten von U 852, Heinz-Wilhelm Eck, und dessen Offiziere, dem sogenannten Eck-Prozess. Das Gericht war an seiner Aussage interessiert, da es darüber informiert worden war, dass Schnee Eck vor dessen Auslaufen instruiert hätte. Schnee hatte Eck detaillierte Anweisungen für die Reise in südostasiatische Gewässer gegeben und ihn ausdrücklich vor der Gefahr, die durch gegnerische Luftstreitkräfte drohe, gewarnt. Eck hatte nach der Versenkung eines Frachters entsprechend angeordnet, auf Überlebende zu feuern und Rettungsmittel zu zerstören. Schnees Angaben und seine Aussage führten nicht zur erhofften Stärkung der Position der Verteidigung. Eck, sein Zweiter Offizier und ein Marinearzt, der als Bordarzt fungiert hatte, wurden hingerichtet. Am 6. Dezember 1945 wurde Schnee aus dem Minenräumdienst entlassen.

### Aufarbeitung und Vereinsaktivitäten
Der U-Bootkrieg des Zweiten Weltkriegs erfuhr in den frühen Nachkriegsjahren zunächst keine, später dann lediglich eine unzulängliche Aufarbeitung. Die ersten literarischen Verarbeitungen beließen es bei einem Nacherzählen der Veröffentlichungen der Propagandakompanie während des Krieges, deren Mitglieder zum Teil auf U-Booten mitgefahren waren und auch nach Kriegsende bald wieder schriftstellerisch tätig wurden. Schnee nahm hierbei eine aktive Rolle ein, seit er auf dem Titelbild der Wochenzeitschrift Illustrierte Woche - Badische Illustrierte abgebildet war: Am Sehrohr eines U-Bootes mit einem sinkenden Schiff im Fadenkreuz leitete er so eine gleichförmige und naive Text-Reihe namens „Kampf und Untergang der Deutschen Kriegsmarine“ ein, die über 22 Wochen lief. Im August 1958 kritisierte er als Vorsitzender der U-Bootkameradschaft Hamburg den in diesem Jahr erschienenen Film U 47 – Kapitänleutnant Prien als „Geschichtsfälschung aus geschäftlichen Gründen“ und forderte stattdessen „historische Treue und Respekt vor der Würde der Toten.“
Vom 30. Oktober 1968 bis zu seinem Tod 1982 war Schnee Präsident des Verbands Deutscher Ubootfahrer (VDU). In dieser Funktion beteiligte er sich auch in der sogenannten „Buchheim-Kontroverse“, die nach der Veröffentlichung des Romans Das Boot im Jahre 1972 aufkam. In einer Stellungnahme für den VDU in der Zeitschrift der Marineoffiziersvereinigung (MOV) kritisierte Schnee im Oktober 1973 sowohl das Werk, als auch den Autoren Buchheim, dem er geschäftsmännisches Kalkül vorwarf, in drastischen Worten. Buchheim habe, nach Schnees Ansicht, Übertreibungen platziert, Vorkommnisse verdreht und Sprache sowie Handlungen der Personen „in die heutige Zeit gestellt“, um den Leser anzusprechen. Infolgedessen enthalte der Text „ekelerregende Schweinereien“, die „peinlich“ wirkten und eine „Zumutung“ seien. Im Jahr 1980 veröffentlichte Schnee in Schaltung-Küste, der Verbandszeitschrift des VDU, einen Artikel über die in der Öffentlichkeit stark kritisierten Feierlichkeiten zum Begräbnis von Dönitz, an denen neben Veteranen auch Vertreter neonazistischer Vereinigungen teilnahmen. Das hierbei „spontan aus der Menge heraus, inklusive erster Strophe gesungene“ Deutschlandlied wertete er als „das schönste Abschiedsgeschenk für den Verstorbenen“.

## Auszeichnungen
- Dienstauszeichnung der Wehrmacht am 8. April 1938
- Eisernes Kreuz (1939) II. Klasse am 21. Oktober 1939
- Medaille zur Erinnerung an den 1. Oktober 1938 am 20. Dezember 1939
- U-Boot-Kriegsabzeichen (1939) am 27. November 1939; Brillanten im Jahre 1943
- Eisernes Kreuz (1939) I. Klasse am 15. August 1940
- Ritterkreuz des Eisernen Kreuzes mit Eichenlaub[18]
  - Ritterkreuz am 30. August 1941
  - Eichenlaub am 15. Juli 1942 (105. Verleihung)